# Sibnica (Žabari)
Pour les articles homonymes, voir Sibnica.
Sibnica (en serbe cyrillique : Сибница) est un village de Serbie situé dans la municipalité de Žabari, district de Braničevo. Au recensement de 2011, il comptait 352 habitants.

## Démographie

### Évolution historique de la population
| 1948  | 1953 | 1961 | 1971 | 1981 | 1991 | 2002 | 2011 |
| ----- | ---- | ---- | ---- | ---- | ---- | ---- | ---- |
| 1 013 | 996  | 946  | 830  | 735  | 574  | 407  | 352  |

|  |